# Libnotes (Laosa) rotundifolialeos
Libnotes (Laosa) rotundifolialeos is een tweevleugelige uit de familie steltmuggen (Limoniidae). De soort komt voor in het Oriëntaals gebied.